# Vlag van de Chathameilanden

Onofficiële vlag van de Chathameilanden

De onofficiële vlag van de Chathameilanden bestaat uit een blauw veld met een kaart van het eiland in het midden, de Te Whanga Lagoon afgebeeld in het wit. Achter deze kaart staat een afbeelding van de rijzende zon, een verwijzing naar de lokale naam Rekohu, wat 'rijzende zon' betekent.
De vlag werd in 1989 ontworpen door Logan Alderson, een voormalig politieagent uit Nieuw-Zeeland. Bij de opening in 2005 van een nieuwe marae op de eilanden (met een zeldzaam bezoek van de premier) was de vlag van de Chathameilanden duidelijk te zien aan een vlaggenmast boven de marae.